# إيمانويل كورسيو
إيمانويل كورسيو (بالإيطالية: Emanuele Curcio)‏ هو لاعب كرة قدم إيطالي في مركز الوسط، ولد في 3 مايو 1953 في سانت أنجيلو دي برولو في إيطاليا. لعب مع كوسينزا كالشيو ونادي ألساندريا ونادي روما ونادي مسينا.